# Organisation der Polizei
Die Organisation der Polizei beschreibt im Wesentlichen die gesamte Aufbau- und Ablauforganisation (Organisationsstruktur) der Polizeien auf Landes- und Bundesebene. Die Organisation beläuft sich dabei konkret auf die hierarchische Ordnung der polizeilichen Aufsichtsbehörden samt der untergeordneten Polizeidienststellen, Polizeieinheiten und Verwaltungsbereiche. Dargestellt wird die Struktur in Form eines Organigramms und kann – je nach spezieller Bundes- oder Landesregelung – zu unterschiedlichen Kompetenzen, Zuständigkeiten, Strukturformen und Bezeichnungen führen.

## Polizeibehörden der Länder
Die Organisation der Polizei wird innerhalb der einzelnen Bundesländer und auf Bundesebene unterschiedlich strukturiert. Auf Landesebene (Polizeien der Länder) untersteht die Polizei jedoch in jedem Fall der obersten Landesbehörde, dem jeweiligen Ministerium für Inneres (siehe auch: Liste der amtierenden deutschen Landesinnenminister). Dabei obliegt dem zuständigen Ministerium für Inneres (oder vergleichbare Bezeichnung) die Strukturierung, meistens per Verordnung oder Erlass angeordnet, der einzelnen Polizeibehörden samt Einheiten und sonstiger Bereiche der Organisation der Polizei des Landes.
In der Regel wird der gesamte Polizeiapparat eines Landes durch die oberste Polizeibehörde bzw. Abteilung geführt, welche direkt im Ministerium für Inneres angegliedert ist und von einem Landespolizeipräsidenten geführt wird. Eine verbreitete Bezeichnung für diese Abteilung ist das Landespolizeipräsidium, wie beispielsweise in Hessen (siehe Grafik: „Organigramm der Hessischen Polizei (2023)“), Niedersachsen, Sachsen, Baden-Württemberg oder im Saarland. Bei der bayrischen Polizei lautet die Bezeichnung vergleichsweise „Abteilung C - Öffentliche Sicherheit und Ordnung“ und in Schleswig-Holstein „Abteilung IV 4 – Polizeiabteilung“.
Grob skizziert, folgen anschließend weitere polizeiliche Aufsichtsbehörden und Dienststellen, welche zweckmäßig in der gesamten Fläche des Bundeslandes eingerichtet sind. Gängige Bezeichnungen für diese Art von Polizeidienststellen lauten: Polizeidirektion, Direktion, Landespolizeidirektion oder Polizeipräsidium. Untergeordnet sind häufig Polizeiinspektionen oder Abteilungen, wobei andere Bezeichnungen auch hier geläufig sind. Ab dieser Ebene sind meistens dann die „eigentlichen“ Polizeieinheiten bzw. Polizeivollzugsbeamten angegliedert, die durch die Bevölkerung in der Öffentlichkeit während der Dienstverrichtung wahrgenommen werden und für einen bestimmten, geografisch begrenzten, Zuständigkeitsbereich zur Strafverfolgung und Gefahrenabwehr auf regionaler Ebene eingeteilt sind (Schutz- und Kriminalpolizei).
Den Polizeiinspektionen können weitere Polizeidienststellen nachgeordnet sein, wobei der geografische Zuständigkeitsbereich (Fläche) sowie die Größe der dort angegliederten Einheiten/Gruppen/Abteilungen/Schichten häufig kleiner werden. Gängige Bezeichnungen hierfür können sein: (Polizei-)Revier, (Polizei-)Wache, Polizeikommissariat, Polizeistation oder Polizeiposten. Je nach Bundesland oder Region kommt es auch hier wieder zu verschiedenen Bezeichnungen, Strukturierungen und Zuständigkeiten. So kann beispielsweise der Begriff „Polizeiwache“ in Nordrhein-Westfalen für eine Polizeidienststelle stehen, die in Niedersachsen einer Polizeiinspektion von der Art und Größe gleichkommt, während ein Polizeikommissariat in Hamburg häufig größer ist als ein Polizeikommissariat in Niedersachsen. 
Darüber hinaus existieren in jedem Land ein Landeskriminalamt und weitere Polizeibehörden (bspw. die Polizeischulen und Polizeibehörden für Technik), die als Spezialfälle einer übergeordneten Aufsichtsbehörde (häufig dem MI oder dem LPP) direkt unterstellt sein können.
Eine gängige Aufbauorganisation könnte – am Beispiel Niedersachsen dargestellt – wie folgt aussehen (andere Bezeichnungen in den einzelnen Ländern üblich):
- Nds. Ministerium für Inneres und Sport (MI)
  - Landespolizeipräsidium (LPP)
    - Polizeiakademie Niedersachsen (PA NI), Zentrale Polizeidirektion Niedersachsen (ZPD NI), Landeskriminalamt Niedersachsen (LKA NI)
    - Polizeidirektionen (PD) in Oldenburg, Osnabrück, Lüneburg, Hannover, Braunschweig und Göttingen mit den Abteilungen Stab, Verwaltung, Einsatz, Gefahrenabwehr, Personal etc.
      - Polizeiinspektion (PI) auf Ebene der Großstädte, Mittelstädte und Landkreise mit den Abteilungen Stab, Einsatz und Zentralem Kriminaldienst
        - Polizeikommissariat (PK) auf Ebene der Mittelstädte und Kleinstädte mit den Abteilungen Leitung, Einsatz und Kriminal- und Ermittlungsdienst
          - Polizeistation (PSt) auf Ebene der Gemeinden, Samtgemeinden und einzelner Stadtteile mit den Abteilungen Leitung, Einsatz- und Streifendienst und Kriminal- und Ermittlungsdienst

Eine häufige Struktur für Dienststellen der Bereitschaftspolizei ist das Präsidium der Bereitschaftspolizei (BPP) – (Bereitschaftspolizei-)Abteilung (BPA) – Einsatzhundertschaft (EH) – Zug (römische Ziffer) – Gruppe – Trupp – Streife.
Die einzelnen Polizeibehörden sind weiterhin unterteilt. Häufige Bezeichnungen sind (nicht abschließend): Dezernate, Abteilungen, Referate, Stab, Leitung, Bereich Einsatz, Bereich (Zentraler) Kriminaldienst, Verwaltung, Personal, Aus- und Fortbildung, Prävention und Führungs- und Einsatzmittel. Auch hier kommt es in den Regionen zu verschiedenen Bezeichnungen, Aufteilungen und Zuständigkeiten. Während bestimmte Abteilungen wie der Stab oder die Personalabteilung häufig nur in größeren Behörden eingerichtet sind (in Niedersachsen beispielsweise ab Polizeiinspektion), ist der Einsatzbereich (Schutzpolizei / Einsatz- und Streifendienst) bis zur untersten Polizeidienststelle vertreten, können organisatorisch aber der Abteilung einer übergeordneten Behörde angehören.  

## Polizeibehörden des Bundes
Hauptartikel → Bundespolizei, Bundeskriminalamt und Polizei beim Deutschen Bundestag
Auf Bundesebene unterstehen die Bundespolizei und das Bundeskriminalamt direkt dem Bundesministerium des Innern und für Heimat. Unterhalb der ministeriellen Führung ist die Polizei in weitere Verbände aufgeteilt, was eine grobe Struktur der Polizeidienststellen und Einsatzeinheiten darstellt.

## Andere Länder
Zur Organisationsstruktur in anderen Ländern siehe die Artikel
- Polizei (Frankreich)
- Polizei (Irland)
- Polizei (Italien)
- Polizei Japan
- Polizei (Niederlande)
- Polizei (Österreich)
- Polizei (Schweiz)
- Polizei (Spanien)
- Polizei (Vereinigte Staaten)
- Polizei (Vereinigtes Königreich)